# Caso Bateragune
El caso Bateragune fue un proceso judicial español seguido contra varios miembros de la izquierda abertzale por integración en organización terrorista, que fueron acusados de intentar reconstruir el partido ilegalizado Batasuna para formar una «alianza independentista» siguiendo órdenes de la banda terrorista ETA en 2008. Arnaldo Otegi y otros cuatro dirigentes de la izquierda abertzale fueron condenados en 2012 por el Tribunal Supremo a entre seis y seis años y medio de cárcel, condenas que cumplieron íntegramente. 
Los condenados defendieron en todo momento que estaban tratando de llevar el movimiento abertzale hacia la no violencia. El caso suscitó una oleada de protestas en el País Vasco y las críticas de algunos partidos políticos y de personalidades internacionales ligadas al progresismo. En 2018 el Tribunal Europeo de Derechos Humanos dictaminó que el juicio no fue imparcial y que se vulneró el artículo 6.1 de la Convención Europea de Derechos Humanos, que establece el derecho a un juicio justo.

## Contexto político
Tras la entrada en vigor de la Ley de Partidos, en 2003 el Tribunal Supremo resolvió ilegalizar y disolver Batasuna, al encontrarlo vinculado con el grupo terrorista ETA desde su origen. Asimismo, el juez Baltasar Garzón, que ya había decretado la suspensión total de sus actividades en 2002, inició diversos procedimientos judiciales para impedir su reorganización, ordenando el arresto de veintitrés personas en octubre de 2007 y de otras catorce en febrero de 2008.
Por otra parte, en septiembre de 2008 Eusko Alkartasuna (EA) hizo un ofrecimiento a Batasuna para la creación de un polo soberanista con el fin de impulsar la independencia de Euskal Herria, poniendo como condición previa el cese de la violencia de ETA, y a partir de noviembre se sucedieron los contactos de Unai Ziarreta y Rafa Larreina, por parte de EA, con Arnaldo Otegi y Rafa Díez, por parte de Batasuna, en condiciones de total discreción.

## Detenciones
El 13 de octubre de 2009 fueron detenidos diez miembros de la izquierda abertzale que presuntamente intentaban reconstruir la Mesa Nacional de Batasuna. Por orden del juez Baltasar Garzón la policía entró en la sede central del sindicato LAB, en San Sebastián, donde detuvo al exportavoz de Batasuna Arnaldo Otegi, al ex secretario general de LAB Rafa Díez, al histórico dirigente abertzale Rufi Etxeberria, a la extesorera de EHAK Sonia Jacinto y al exresponsable de Haika en Álava Arkaitz Rodríguez. También serían detenidos en otros puntos del País Vasco Txelui Moreno, Mañel Serra, Amaia Esnal, Ainara Oiz y Miren Zabaleta, hija del coordinador general de Aralar Patxi Zabaleta.
Según el auto judicial, Batasuna llevaba tiempo trabajando para que ETA declarara una tregua parcial con el objetivo de poder llegar a acuerdos con Eusko Alkartasuna, Aralar, Abertzaleen Batasuna y el sindicato ELA de cara a un proyecto común, con la exclusión del PNV, para presentarse a las elecciones municipales y forales de 2011. Los detenidos con dicho fin habrían formado un grupo llamado Bateragune ('punto de encuentro' en euskera), que tendría como sede operativa el edificio del sindicato LAB donde se realizaron las primeras detenciones. El auto decretó prisión incondicional para Arnaldo Otegi, Rafa Díez, Sonia Jacinto, Arkaitz Rodríguez y Miren Zabaleta. Rufi Etxeberria y Ainara Oiz quedaron libres sin cargos y se decretó prisión eludible bajo fianza para el resto.
Estas detenciones, más el hecho de que varias de ellas se realizaran en una sede sindical, generaron una de las mayores concentraciones de protesta de los últimos años en el País Vasco, que fue convocada el 17 de octubre por la mayoría sindical vasca (ELA, LAB, ESK, Steilas, EHNE e Hiru) y respaldada por todos los partidos nacionalistas. A su vez, la izquierda abertzale hizo público un documento de debate interno elaborado por los detenidos que apostaba por «la utilización de vías exclusivamente políticas y pacíficas», que fue respaldado el 14 de noviembre por más de cien representantes en una declaración pública celebrada en Alsasua y ratificado por las asambleas de base con la presentación en febrero de 2010 de la resolución Zutik Euskal Herria, frente a la tesis que defendía la vigencia de la lucha armada como instrumento de presión propuesta por Ekin y Segi.
El 25 de abril de 2010 Rafa Díez fue puesto en libertad bajo fianza para cuidar de su madre por su estado crítico.

## Sentencia de la Audiencia Nacional
El 27 de junio de 2011 se inició el juicio en la sección cuarta de la Sala de lo Penal de la Audiencia Nacional, presidida por Ángela Murillo, cuya recusación no prosperó pese a que en febrero el Tribunal Supremo había revocado una condena anterior a Arnaldo Otegi al apreciar en la magistrada un prejuicio acerca de su culpabilidad. Sin embargo, ni la Audiencia Nacional ni el Tribunal Supremo ni el Constitucional admitieron la recusación que planteó contra ella Otegi en el caso Bateragune porque consideraron que este era un procedimiento distinto.
Durante el juicio los ocho encausados negaron pertenecer a Bateragune y coincidieron en su apuesta por una estrategia pacífica y democrática frente a la estrategia político-militar de ETA, organización que en enero había declarado un alto el fuego permanente. En el turno de última palabra Otegi rechazó rotundamente la violencia de ETA y defendió el desmantelamiento de su estructura militar.
La Fiscalía de la Audiencia Nacional pidió diez años de cárcel para Arnaldo Otegi y Rafa Díez, y retiró la acusación contra tres de los procesados pero la mantuvo en los otros tres; mientas que la acusación popular, ejercida por la asociación Voces contra el Terrorismo, pidió condenas de catorce años de prisión contra todos ellos. Por su parte, las defensas solicitaron la libre absolución.
Finalmente el 16 de septiembre de 2011 la Audiencia Nacional condenó a diez años de prisión y a diez años de inhabilitación para ocupar cargos públicos a Arnaldo Otegi y a Rafa Díez, acusados de pertenecer a ETA en grado de dirigentes a través de un órgano de coordinación denominado Bateragune encargado de planificar y gestionar la nueva línea estratégica de acumulación de fuerzas soberanistas. La sentencia también condenó a ocho años de prisión a Miren Zabaleta, a Arkaitz Rodríguez y a Sonia Jacinto por pertenencia a banda armada. Txelui Moreno, Mañel Serra y Amaia Esnal fueron absueltos. El 19 de septiembre Rafa Díez ingresó de nuevo en prisión.
El 20 de octubre ETA anunció el cese definitivo de su actividad armada.

## Sentencia del Tribunal Supremo
El 7 de mayo de 2012 el Tribunal Supremo desestimó los recursos de la defensa, pero rebajó la condena a todos los encausados en una sentencia que descartaba su participación en Bateragune, órgano vinculado a Ekin. Las condenas a Arnaldo Otegi y Rafa Díez fueron reducidas a seis años y medio de prisión al considerar que no había ningún argumento sólido para considerarlos dirigentes de ETA, aunque estimó acreditado que formaban parte de ETA y seguían sus directrices para diseñar una estrategia de acumulación de fuerzas soberanistas. Por ese mismo motivo también vieron ratificada su condena los otros tres encausados, siendo reducida la pena a seis años de prisión. La sentencia no fue unánime y dos de los cinco magistrados emitieron sendos votos particulares, uno partidario de la libre absolución, al considerar que lo único probado durante el proceso fue la actividad política de los encausados, y otro partidario de la anulación del juicio por la falta de imparcialidad de la presidenta de la Sala de la Audiencia Nacional Ángela Murillo. También se pronunciaron contra la sentencia diversos agentes sociales, sindicales y políticos, así como abogados y juristas, a los que les parecía obvio que los condenados estaban intentado generar un instrumento para desactivar desde la sociedad civil el terrorismo de ETA.

## Sentencia del Tribunal Constitucional
El 21 de junio de 2012, en la rueda de prensa celebrada al día siguiente de la legalización de Sortu por el Tribunal Constitucional, Iñigo Iruin, abogado y portavoz de Sortu, pidió la liberación de los cinco procesados en el caso Bateragune mediante un recurso de amparo ante dicho Tribunal que esperaba que prosperase porque, según declaró, «es un hecho notorio que los cinco condenados en el sumario están en el origen de todo el proceso de reflexión del que surge el nuevo proyecto político y organizativo de la izquierda abertzale, que se concretó en Sortu». Finalmente el Tribunal Constitucional lo admitió a trámite el 9 de mayo de 2013, si bien no se pronunció hasta el año siguiente. Por otro lado, en octubre de 2013 el Parlamento Vasco aprobó una resolución pidiendo la libertad de todos los condenados.
El 22 de julio de 2014 el Tribunal Constitucional rechazó, por siete votos frente a cinco, los recursos de amparo presentados por Arnaldo Otegi, Miren Zabaleta, Arkaitz Rodríguez y Sonia Jacinto, y el 26 de septiembre de ese mismo año también rechazó el presentado por Rafa Díez, por cuatro votos frente a dos.
El caso se convirtió en catalizador de la campaña internacional «Libertad para Arnaldo Otegi, presos vascos a casa», que contó con la adhesión de personalidades de reconocido prestigio internacional, como el expresidente de Uruguay José Mujica, la filósofa y activista Angela Davis, el exalcalde de Londres Ken Livingstone y los premios nobel de la paz Desmond Tutu, Adolfo Pérez Esquivel y Mairead Maguire. El 24 de marzo de 2015 Fermin Muguruza, Martina Anderson (Sinn Féin) y Brian Currin presentaron la campaña en el Parlamento Europeo.

## Puesta en libertad

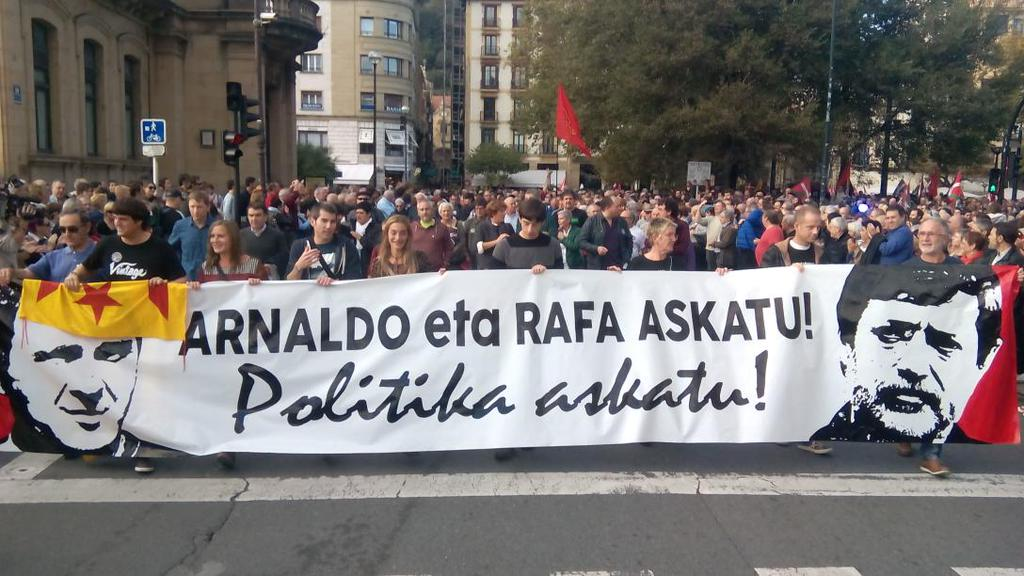
Manifestación a favor de la libertad de Arnaldo Otegi y Rafa Díez (octubre de 2015)

El 11 de octubre de 2015, tras cumplir íntegramente las penas de prisión de sus condenas, Sonia Jacinto, Miren Zabaleta y Arkaitz Rodríguez abandonaron las cárceles de Estremera, Valladolid y Logroño, respectivamente. El 17 de octubre varios miles de personas secundaron una manifestación en San Sebastián para exigir la libertad de Arnaldo Otegi y Rafa Díez.
El 26 de noviembre el Tribunal Europeo de Derechos Humanos rechazó una demanda de los encausados contra el presidente del Tribunal Constitucional Francisco Pérez de los Cobos y otro de los jueces, Antonio Narváez Rodríguez; pero admitió examinar la demanda contra la magistrada Ángela Murillo. Ese mismo día el Parlamento Vasco volvió a reclamar la excarcelación de Arnaldo Otegi y Rafa Díez con los votos a favor de PNV y EH Bildu. Finalmente Otegi salió de la prisión de Logroño el 1 de marzo de 2016, tras cumplir íntegramente los seis años y medio de prisión a los que había sido condenado.
Todos los condenados por el caso Bateragune fueron elegidos cargos relevantes en la nueva dirección de Sortu. Otegi también fue elegido coordinador general de EH Bildu en junio de 2017. Rafa Díez salió del centro penitenciario de El Dueso (Santoña) el 17 de agosto de 2017. Una vez en libertad asumió el cargo de responsable de orientación estratégica de Sortu.
El 3 de mayo de 2018 ETA anunció su disolución.

## Sentencia del Tribunal Europeo de Derechos Humanos
El Tribunal Europeo de Derechos Humanos sentenció el 6 de noviembre de 2018 que el juicio realizado en España no había sido justo por la falta de imparcialidad de la magistrada Ángela Murillo que presidió el tribunal de la Audiencia Nacional. La Abogacía del Estado se opuso a recurrir la sentencia, al estimar que el recurso no prosperaría, por lo que el 6 de febrero de 2019 el fallo se hizo definitivo.
El 27 de julio de 2020 el Tribunal Supremo de España anuló la sentencia del caso Bateragune, tras asumir el fallo del Tribunal de Derechos Humanos de Estrasburgo. Con esta resolución quedó anulada también la condena a seis años y medio de inhabilitación que recaía sobre Otegi. En diciembre de 2020 el Tribunal Supremo decidió que se debía celebrar un nuevo juicio por el caso Bateragune, pero en octubre de 2021 el Tribunal Constitucional suspendió cautelarmente dicha decisión hasta resolver el recurso presentado por los condenados. Finalmente, el 17 de enero de 2024, anuló la decisión del Tribunal Supremo al considerar que incurría en una «desproporción manifiesta», ya que una nueva vista vulneraría el principio de non bis in idem, que prohíbe juzgar dos veces a una misma persona por los mismos hechos.